# EchoPark Automotive Grand Prix

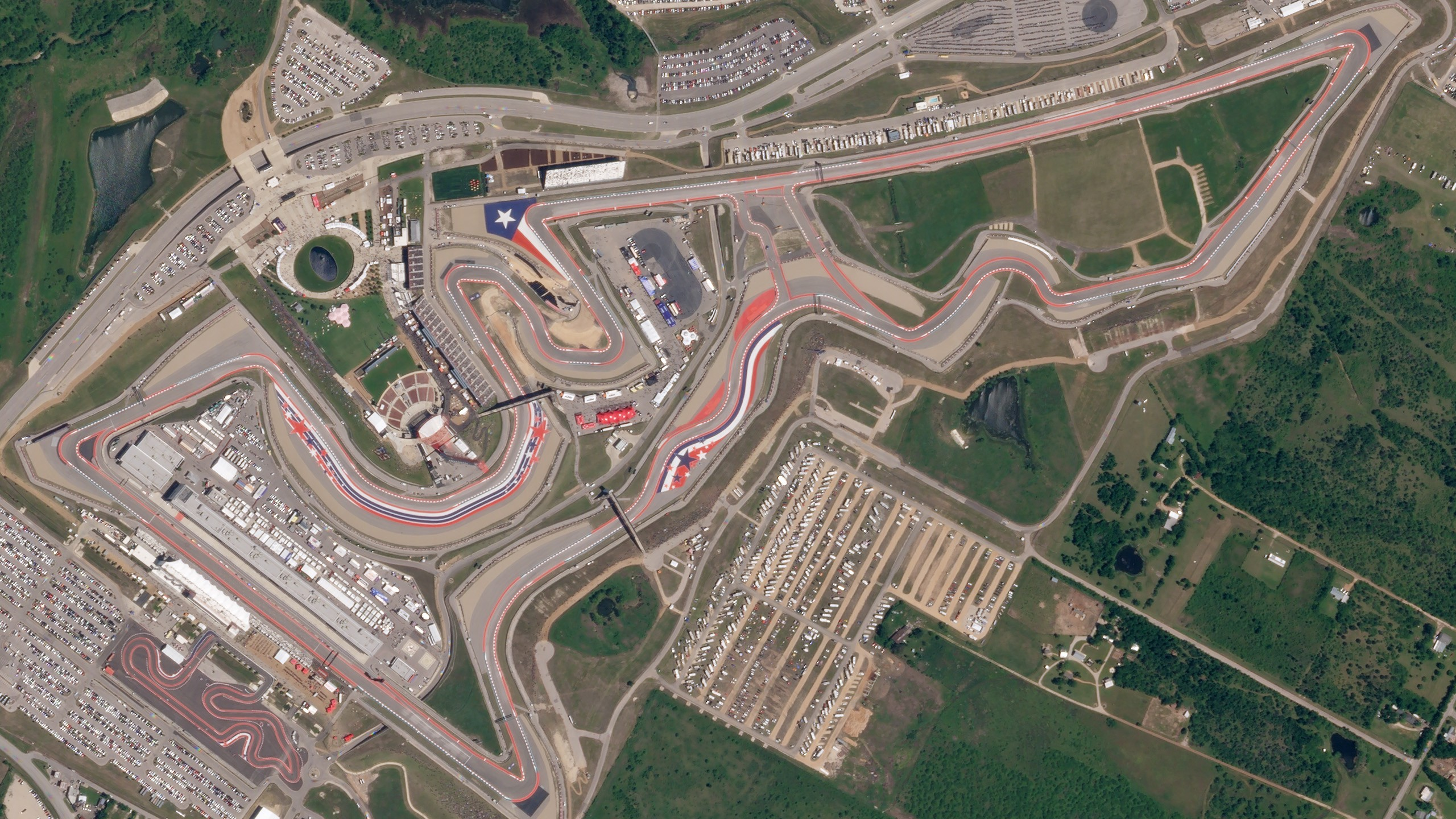
Vue aérienne du circuit.

L'EchoPark Automotive Grand Prix est une course automobile organisée par la NASCAR qui se dispute sur le circuit dénommé Circuit des Amériques (Circuit of the Americas, « COTA » en abrégé) situé à Austin dans l'État du Texas aux États-Unis.
La 1re édition s'est déroulée le 23 mai 2021 et était une des sept courses routières de la saison 2021 de Cup Series.
Une course des Xfinity Series et des Camping World Truck Series ont eu lieu le même week-end sur le circuit,.
Les droits du nom de la course ont été acquis le 25 février 2021 par la société EchoPark Automotive, la course NASCAR étant dès lors officiellement dénommée l'EchoPark Texas Grand Prix.
C'est la Speedway Motorsports, société gestionnaire du circuit, qui a assumé les responsabilités organisationnelles de la course tandis que c'est Bryan Hammond, agent de liaison de la société, qui a été nommé, en novembre 2020, directeur exécutif de la course.

## Caractéristiques

### Dès 2025
- Course :
  - Longueur : 232 milles (373,368 km)
  - Nombre de tours : 95
    - Segment 1 : 20 tours
    - Segment 2 : 45 tours
    - Segment 3 : 30 tours

- Piste :
  - Type : routier
  - Revêtement : asphalte
  - Longueur circuit : 2,356 milles (3,792 km)
  - Nombre de virages : 20

### 2021-2024

Configuration du circuit de 2021 à 2024.

| - Course 2021-2024 : - Longueur : 232,968 milles (374,926 km) - Nombre de tours : 68 - Segment 1 : 15 tours - Segment 2 : 17 tours - Segment 3 : 36 tours - Piste 2021-2024 : - Type : routier - Revêtement : asphalte - Longueur circuit : 3,426 milles (5,514 km) - Nombre de virages : 20 |

## Logo de la course

2021
2022-..

## Palmarès
| Année                                                        | Date         | Pilote           | Écurie                      | Châssis   | Distance | Distance                | Distance        | Distance       | Note       |
| ------------------------------------------------------------ | ------------ | ---------------- | --------------------------- | --------- | -------- | ----------------------- | --------------- | -------------- | ---------- |
| Année                                                        | Date         | Pilote           | Écurie                      | Châssis   | Tours    | Miles (km)              | Durée           | Moyenne (mi/h) | Note       |
| Circuit en configuration Grand Prix (3,426 milles (5,514 km) |              |                  |                             |           |          |                         |                 |                |            |
| 2021                                                         | 23 mai 2021  | Chase Elliott    | Hendrick Motorsports        | Chevrolet | 54       | 185 milles (298 km)     | 3 h 7 min 11 s  | 59,024         | [ Note 1 ] |
| 2022                                                         | 27 mai 2022  | Ross Chastain    | Trackhouse Racing Team (en) | Chevrolet | 69       | 236 milles (380 km)     | 3 h 20 min 57 s | 70,253         | [ Note 2 ] |
| 2023                                                         | 26 mars 2023 | Tyler Reddick    | 23XI Racing                 | Toyota    | 75       | 255,75 milles (412 km)  | 3 h 30 min 32 s | 72,886         | [ Note 3 ] |
| 2024                                                         | 24 mars 2024 | William Byron    | Hendrick Motorsports        | Chevrolet | 68       | 232,968 milles (375 km) | 2 h 43 min 15 s | 85,227         |            |
| Circuit en configuration National (2,356 milles (3,792 km)   |              |                  |                             |           |          |                         |                 |                |            |
| 2025                                                         | 2 mars 2025  | Christopher Bell | Joe Gibbs Racing            | Toyota    | 95       | 232,968 (374,926)       | 3 h 07 min 20 s | 73,025         |            |

Notes : 
1. ↑  Course raccourcie de 68 à 54 tours à la suite des fortes pluies continues.
2. ↑  Course prolongée de 68 à 69 tours à la suite de drapeaux jaunes (2) dans les derniers tours.
3. ↑  Course prolongée de 68 à 75 tours à la suite de drapeaux jaunes (3) dans les derniers tours.

### Pilotes vainqueurs
| Nb | Pilote           | Saison |
| -- | ---------------- | ------ |
| 1  | Chase Elliott    | 2021   |
| 1  | Ross Chastain    | 2022   |
| 1  | Tyler Reddick    | 2023   |
| 1  | William Byron    | 2024   |
| 1  | Christopher Bell | 2025   |

### Écuries gagnantes
| Nb. | Écurie                      | Saison     |
| --- | --------------------------- | ---------- |
| 2   | Hendrick Motorsports        | 2021, 2024 |
| 1   | Trackhouse Racing Team (en) | 2022       |
| 1   | 23XI Racing                 | 2023       |
| 1   | Joe Gibbs Racing            | 2024       |

### Statistique par marque
| Nb. | Manufacturier | Saison           |
| --- | ------------- | ---------------- |
| 3   | Chevrolet     | 2021, 2022, 2024 |
| 1   | Toyota        | 2023, 2024       |